# Irina Osipova
Pour les articles homonymes, voir Ossipova.
Irina Osipova, née le 25 juin 1981 à Moscou, est une ancienne joueuse russe de basket-ball, évoluant au poste d'ailière-intérieure, plusieurs fois vainqueure de l'Euroligue.

## Biographie
Après sept ans à Moscou, elle joue deux saisons en Turquie pour le club de l'Université d'Istambul (8,4 points, 6,1 rebonds, 2,4 passes décisives en championnat et 7,3 points et 6,9 rebonds en Eurocoupe), avant de disputer les trois rencontres de Good Angels Košice au début de l'été 2014 (6,3 points et 5,7 rebonds en Euroligue). Durant l'été 2014, elle signe son retour en Russie pour le Dynamo Koursk qui disputera l'Euroligue.

## Palmarès

### Club
- Vainqueur de l'Euroligue 2003, 2007, 2008, 2009, 2010

### Sélection nationale
Jeux olympiques d'été
- Médaille de bronze aux Jeux olympiques de 2008 à Pékin,  Chine

Championnat du monde
- Médaille d'argent du Championnat du monde 2006 au Brésil

championnat d'Europe
- Médaille d'or au Championnat d'Europe 2011 en Pologne[3]
- Médaille d'or au Championnat d'Europe 2007 en Italie
- Médaille d'or au Championnat d'Europe 2003 en Grèce
- Médaille d'argent au Championnat d'Europe 2001 en France
- championne d'Europe des 20 ans et moins 2000